# Premis Ondas 1970
Els Premis Ondas 1970 van ser la dissetena edició dels Premis Ondas, atorgats el 1970. En aquesta edició es diferencien sis categories: Premis Nacionals de ràdio, nacionals de televisió, locals, internacionals de ràdio i televisió, hispanoamericans i especials.

## Nacionals de ràdio
- Millor locutora: Rosario Carmen Moreno Rodríguez de RNE
- Millor locutor: Eduardo Sotillos de RNE
- Millor actriu: Lola del Pino de RNE
- Millor actor: Eduardo Lacueva de la cadena SER
- Millor autor: José Fernando de la cadena SER
- Millor programa cultural: Premio Holanda realitzador J. Peláez cadena SER
- Millor programa musical: Programa Beethoven de RNE
- Millor programa recreatiu: Ustedes son formidables, Alberto Oliveras Mestre de cadena SER
- Millor programa d'actualitat: 24 horas de RNE

## Nacionals de televisió
- Millor presentadora: Conchita Bautista de TVE
- Millor presentador: Joaquín Prat de TVE
- Millor autor de programes: José López Rubio de TVE
- Millor director i realitzador: Gabriel Ibáñez de TVE
- Millor programa cultural: Poesía e imagen de TVE
- Millor programa dramatitzat: Teatro de misterio de TVE

## Locals
- Millor locutor: Miguel Orio de Radio Bilbao
- Millor locutora: María Antonia López Carpena de La Voz de Valencia
- Millor programa musical: El sistema Orff de Radio Zaragoza
- Millor programa cultural: Historias y leyendas de Radio Zaragoza
- Millor programa recreatiu: Noche de ronda de Joan Castelló de Radio Barcelona
- Millor programa actualitat: Visitando amigos de Rafael Sara, de Radio València

## Hispanoamericans
- Millor locutora: Gloria Valencia de Castaño, de Radio El Mundo-Bogotá (Colòmbia)
- Millor locutor: Rubén Castillo de Canal 12-Montevideo (Uruguai)
- Millor autor: Germán Carías, de Radio Caracas-TV (Veneçuela)
- Escuelas radiofónicas Erbol de Radio Fides (Bolívia)
- Millor programa recreatiu: Las dos carátulas de Radio Nacional-Buenos Aires (Argentina)
- Millor programa musical: Festival de la canción ecuatoriana de Radio Zaracay (Equador)

## Internacionals de ràdio i televisió
- Alexandra Bastedo, Protagonista de "The Champions" (Gran Bretanya)
- Robert Conrad de Jim West (els EUA)
- Jasmina Nikic, Presentadora de la ràdio i televisió iugoslava (Iugoslàvia)
- The aplause, Programa radiofònic presentat per Hongria (informatiu) de Ràdio-TV Hongaresa
- Les animaux parlent, Programa televisió de Ràdio TV Polonesa
- Les Bals, Programa radiofònic d'ORTF-París
- La fam al Iemen, Programa televisiu presentat per Holanda (informatiu)
- Tresor del Kremlin a Moscou, Programa televisiu presentat per Rússia (cultural) de Ràdio-TV Russa
- Canzonissima, Programa televisiu presentat de RAI-Roma

## Especials
- José María Durán de RNE-Barcelona
- Jaume Torrents de Radio Barcelona
- Carrusel taurino de Radio Sevilla
- Operación abuelo de REM
- Kasandra, pel·lícula per a la televisió d'Alemanya
- Cicle Beethoven, sèrie de programes radiofònics de Deutsche Welle (Alemanya)
- Vasco de Gama, sèrie d'Alemanya
- Tomás Emiliano Flores, director general del departament de ràdio de l'Argentina